# Exidiopsis effusa
Exidiopsis effusa е вид базидиева гъба от семейство Auriculariaceae и видове от рода Exidiopsis.
Наличието на Exidiopsis effusa е предпоставка за образуването на ледена коса върху мъртво дърво. Гъбичките оформят леда на фини власинки и го стабилизират чрез осигуряване на инхибитор на прекристализация, подобен на антифризните протеини.